# 캔자스시티 스카우츠
캔자스시티 스카우츠(Kansas City Scouts)는 1974년부터 1976년까지 미주리주 캔자스시티를 연고지로 하는 NHL 클래런스 켐벨 콘퍼런스 스미드 디비전 소속 아이스 하키팀이다.
1976년 연고지를 콜로라도주 덴버 (콜로라도 로키스)로 이전했다.

## 역대 홈경기장
| 경기장              | 사용기간      | 수용인원 | 장소                | 비고 |
| ------------------- | ------------- | -------- | ------------------- | ---- |
| 캔자스시티 스카우츠 |               |          |                     |      |
| 캠퍼 아레나         | 1974년~1976년 | 19,500명 | 미주리주 캔자스시티 | 빈칸 |